# Edmond Tulasne
Louis René Tulasne  ou  Edmond Tulasne (Azay-le-Rideau, 12 de setembro de 1815 — Hyères, 22 de dezembro de 1885) foi um botânico e micologista francês.